# محصول مزرعه (رمان)
محصول مزرعه (به انگلیسی: Growth of the Soil) (به نروژی: Markens Grøde) رمانیست نوشتهٔ کنوت هامسون که وی به خاطر این اثر در سال ۱۹۲۰ توانست برندهٔ جایزه نوبل ادبیات شود. این رمان داستان مردی را روایت می‌کند که ساکن کشور نروژ است. این رمان اولین بار در سال ۱۹۱۷ منتشر شد که تا کنون به زبان‌های مختلفی از جمله انگلیسی ترجمه شده‌است. این رمان در سبک محبوب رئالیسمِ جدید نروژی نوشته شده، جنبشی که از اوایل قرن بیستم شروع شد.